# Loudenvielle
Loudenvielle ist eine französische Gemeinde mit 348 Einwohnern (Stand 1. Januar 2022) im Département Hautes-Pyrénées in der Region Okzitanien. Sie gehört zum Arrondissement Bagnères-de-Bigorre und zum Kanton Neste, Aure et Louron.

## Geographie
Die Gemeinde liegt in der historischen Provinz Bigorre, in der Landschaft Pays d’Aure.
|                   | Armenteule                                  | Loudervielle |
| Génos             | Kompassrose, die auf Nachbargemeinden zeigt | Germ         |
| Gistaín (Spanien) | Benasque (Spanien)                          | Oô           |

Der Gemeindehauptort liegt am Lac de Génos-Loudenvielle, der durch das Flüsschen Lastie, das bei Arreau in die Neste du Louron einmündet, entwässert wird. Der Großteil des Gemeindegebietes stellt überwiegend unwegsames Bergland in Höhenlagen und Wald bis an die 2000 Meter dar. Da dies kaum besiedelt ist, ergibt sich in Summe eine äußerst geringe Bevölkerungsdichte.

## Geschichte
Am 15. November 1504 bestätigte der Seigneur de Montespan das Gemeinderecht der beiden Gemeinden Loudenvielle und Armenteule. 1806 wurde Loudenvielle wieder mit Aranvielle zusammengeschlossen. 1975 wurde der Stausee Lac de Génos-Loudenvielle eröffnet.
Am 1. Januar 2016 wurde die Gemeinde Armenteule nach Loudenvielle eingemeindet.

## Bevölkerungsverteilung und -fortschreibung
| Ortsteil        | ehemaliger INSEE-Code | Fläche (km²) | Höhenlage (m) | Einwohnerzahlen (Census) | Einwohnerzahlen (Census) | Einwohnerzahlen (Census) | Einwohnerzahlen (Census) | Einwohnerzahlen (Census) | Einwohnerzahlen (Census) | Einwohnerzahlen (Census) | Einwohnerzahlen (Census) | Einwohnerzahlen (Census) | Einwohnerzahlen (Census) | Einwohnerzahlen (Census) | Einwohnerzahlen (Census) | Einwohnerzahlen (Census) | Einwohnerzahlen (Census) |
| Ortsteil        | ehemaliger INSEE-Code | Fläche (km²) | Höhenlage (m) | 1851                     | 1901                     | 1954                     | 1962                     | 1968                     | 1975                     | 1982                     | 1990                     | 1999                     | 2006 1                   | 2008 2                   | 2011 1                   | 2013 2                   | 2016 3                   |
| --------------- | --------------------- | ------------ | ------------- | ------------------------ | ------------------------ | ------------------------ | ------------------------ | ------------------------ | ------------------------ | ------------------------ | ------------------------ | ------------------------ | ------------------------ | ------------------------ | ------------------------ | ------------------------ | ------------------------ |
| Armenteule      | 65027                 | 0,71         | 933–1061      | 84                       | 60                       | 32                       | 31                       | 29                       | 36                       | 32                       | 31                       | 29                       | 59                       | 63                       | 59                       | 55                       | 61                       |
| Loudenvielle    | 65282                 | 42,65        | 956–3130      | 391                      | 404                      | 209                      | 181                      | 182                      | 142                      | 189                      | 219                      | 261                      | 279                      | 308                      | 261                      | 229                      | 232                      |
| Loudenvielle000 | 65282                 | 43,36        | 933–3130      | 475                      | 464                      | 241                      | 212                      | 211                      | 178                      | 221                      | 250                      | 290                      | 338                      | 371                      | 320                      | 284                      | 293                      |

RP: Recensement de la population (Volkszählung, Census)

Die (Gesamt-)Einwohnerzahlen der Gemeinde Loudenvielle wurden durch Addition der einzelnen Ortsteile, d. h. der ehemaligen selbständigen Gemeinden ermittelt.
Die Entwicklung der Einwohnerzahl ist durch Volkszählungen, die seit 1793 durchgeführt werden, bekannt. Im 21. Jahrhundert werden in Gemeinden mit weniger als 10.000 Einwohnern alle fünf Jahre Volkszählungen durchgeführt, in größeren Städten jedes Jahr.

## Verwaltung
Von März 1977 bis 2011 war Michel Pélieu Bürgermeister (maire). Seit 2011 ist er Präsident des Generalrates des Département Hautes-Pyrénées. Sein Nachfolger ist Noël Lacaze.

## Sehenswürdigkeiten
- Lac de Génos-Loudenvielle

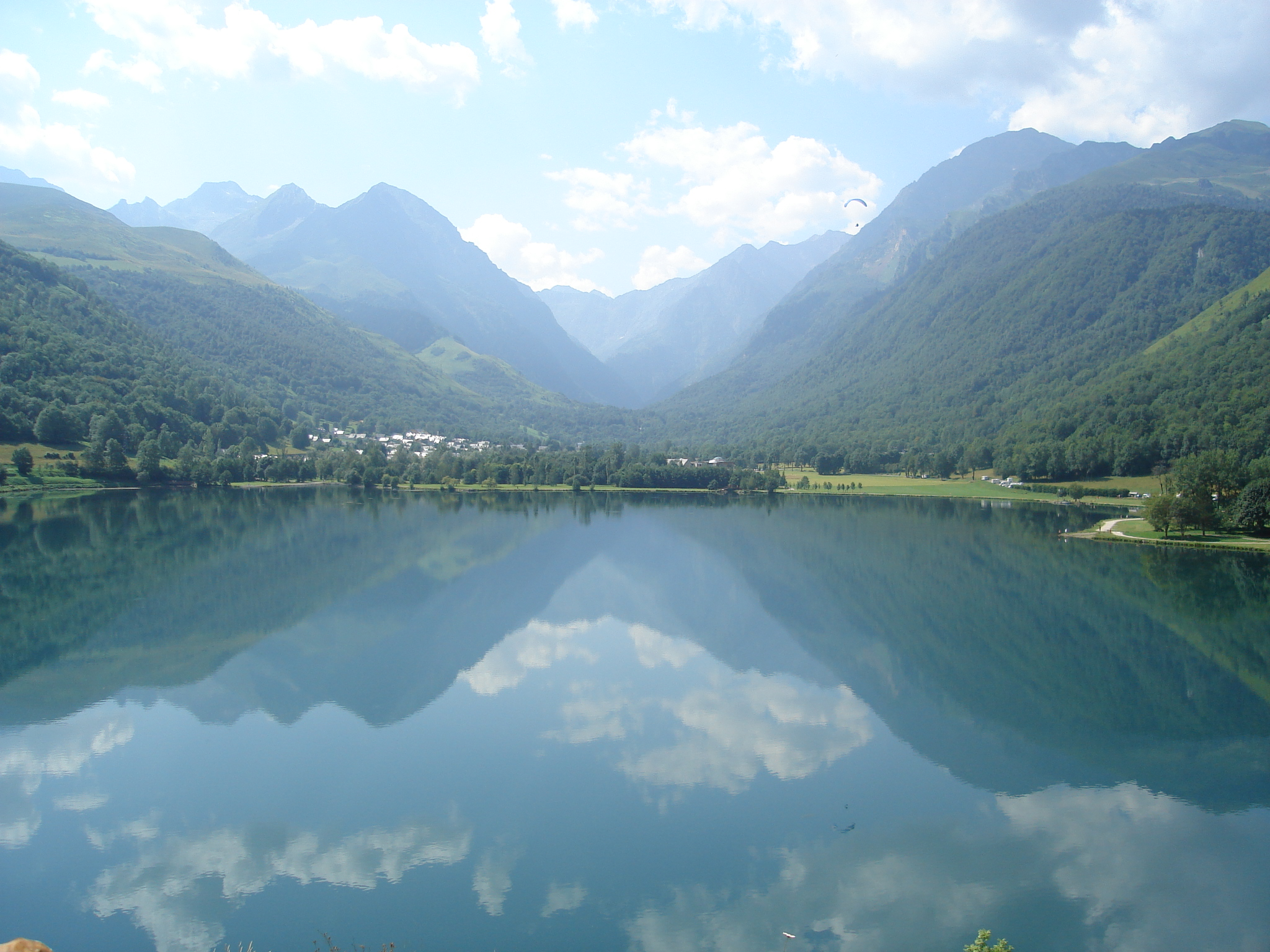
Lac de Génos-Loudenvielle

- Am Eingang des Ortes befindet sich eine Therme, weiters gibt es viele Ferienwohnungen und Wanderwege für Touristen.

Die Gemeinde verfügt über mehrere Kulturdenkmäler, die als Monument historique eingestuft sind.
- Église Saint-Martin d’Aranvielle (deutsch: Kirche zum heiligen Martin in Aranvielle)